# 佐久一萬里温泉ホテル
佐久一萬里温泉ホテル（さく いちまんりおんせんホテル）は、長野県佐久市に所在するホテルである。

## 歴史
旧運営会社のホテル一萬里株式会社は1967年に北佐久郡軽井沢町にて創業。1989年7月に、佐久市中込に本店を移転。同年12月に「佐久一萬里温泉ホテルゴールデンセンチュリー」を開業した。収容人数350人で佐久市では最大級のホテルであった。宴会需要にも対応し、2002年5月期には年商約13億6500万円を計上したが、近隣の競合店の進出や客単価の低下により、2019年5月期には約7億6400万円まで低迷。さらに新型コロナウイルス感染症の影響を受け、2020年5月4日をもって営業を停止し、自己破産を申請した。長野県内で同感染症の影響による倒産は4例目で、約35億円の負債総額は最大であった。
2020年12月、神奈川県横浜市に本社を置くブリーズベイホテルが建物や温泉一式を取得したと報じられた。従前より好評だった宿泊事業や充実した温泉施設、同社により以前から運営されていた佐久グランドホテルとの連携により効率的な運営ができると表明している。2021年4月29日、「佐久一萬里温泉ホテル」として約1年ぶりに営業を再開した。

## 設備

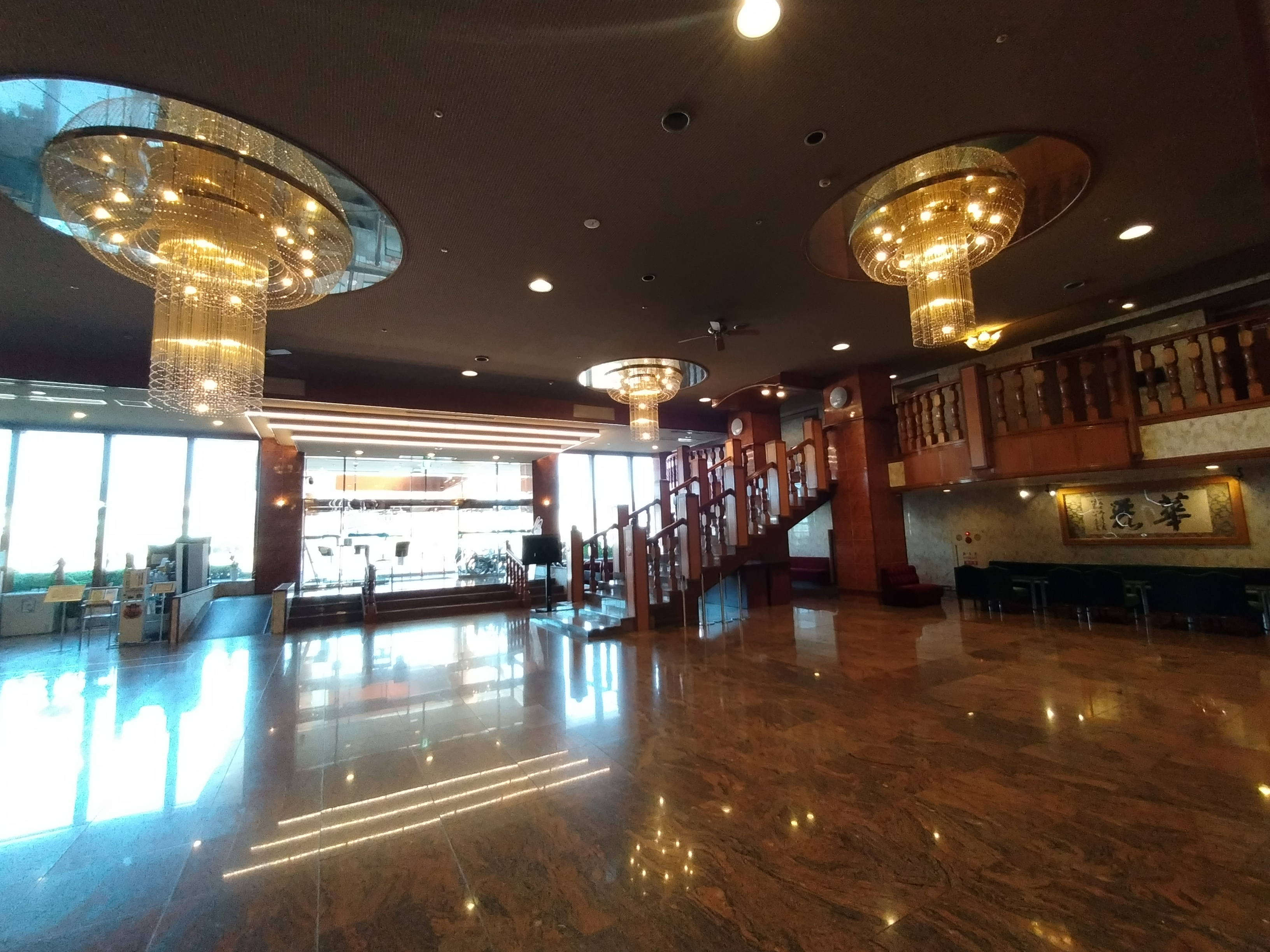
ロビー
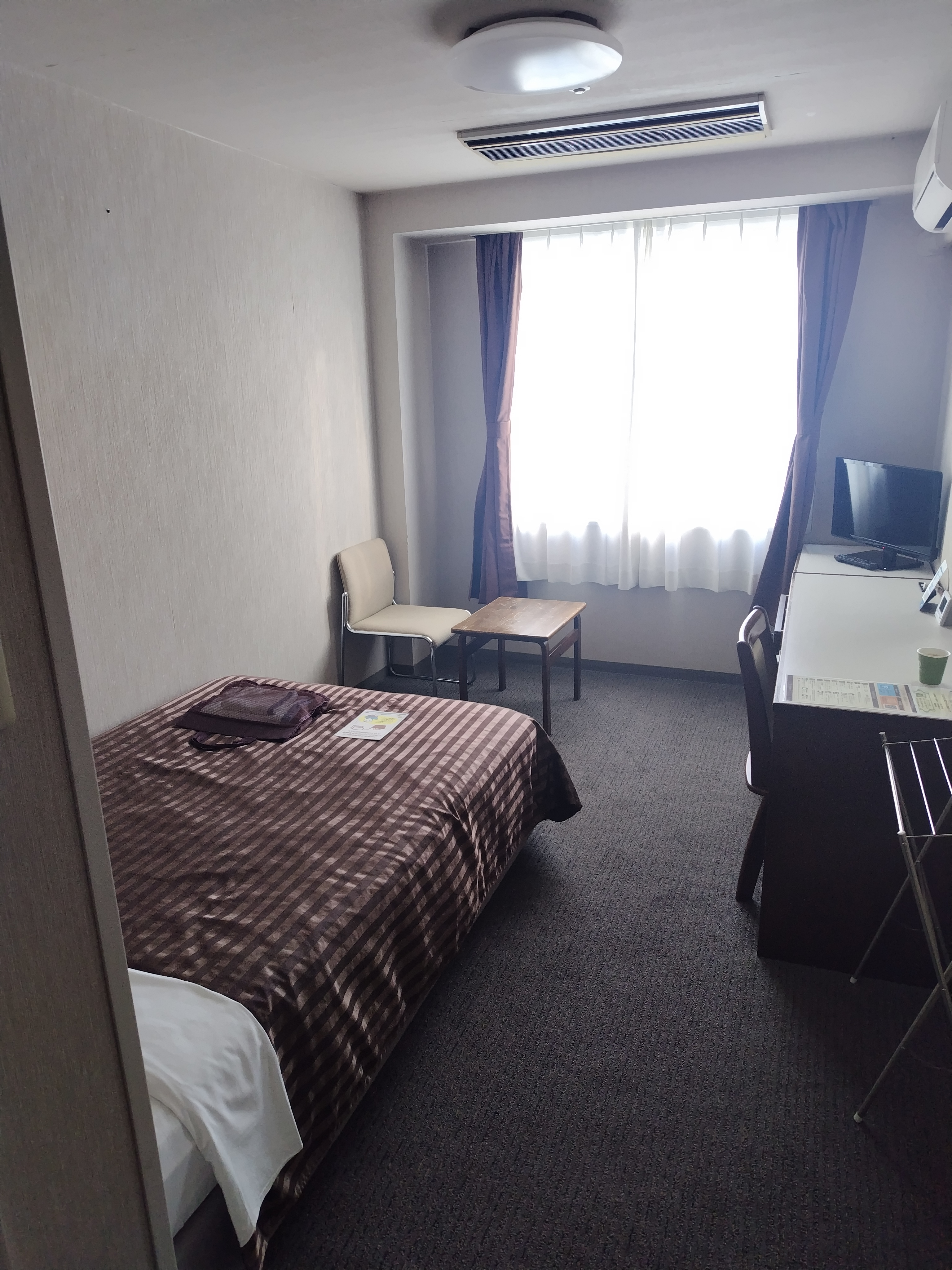
シングルルーム
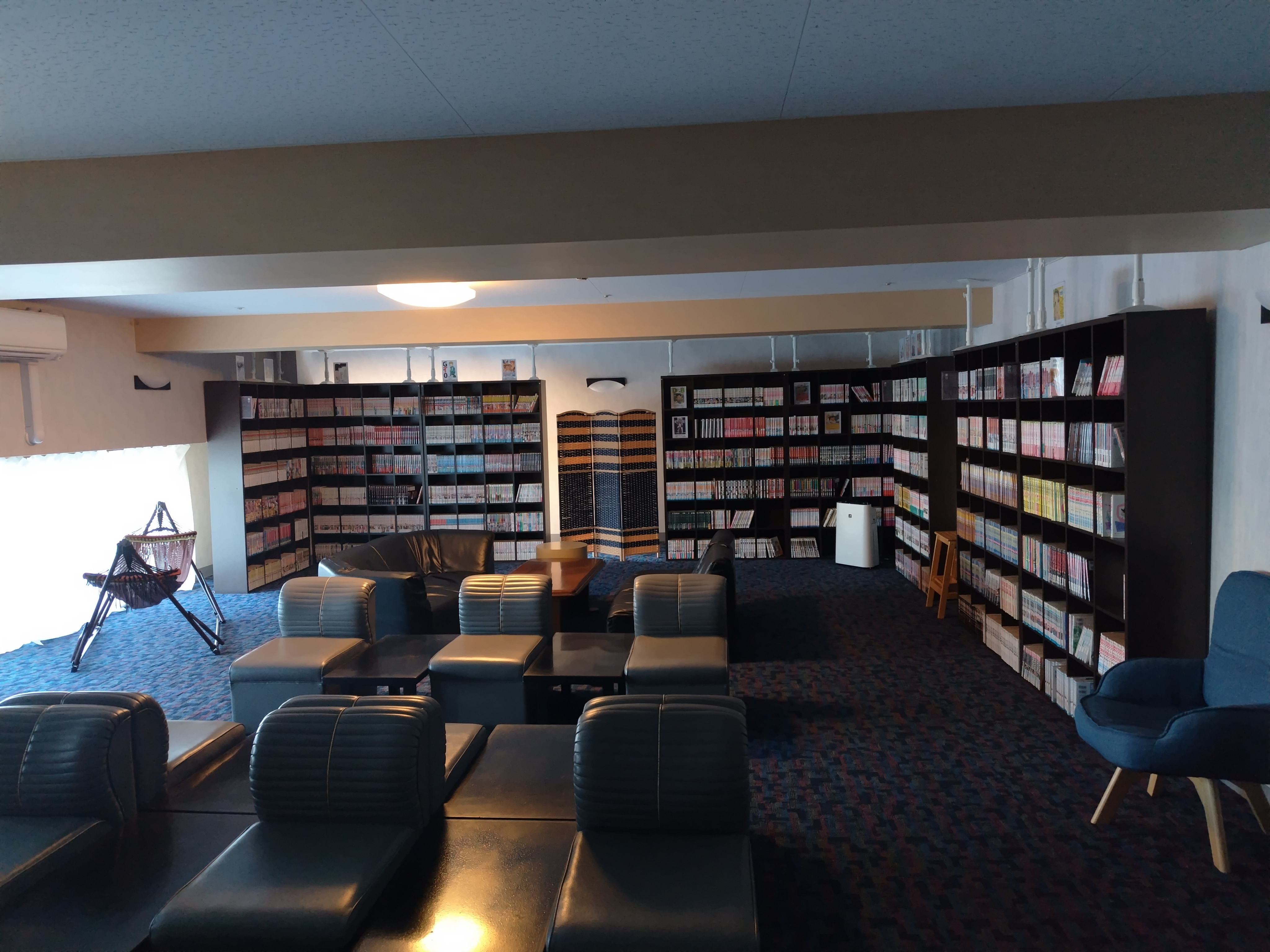
漫画コーナー
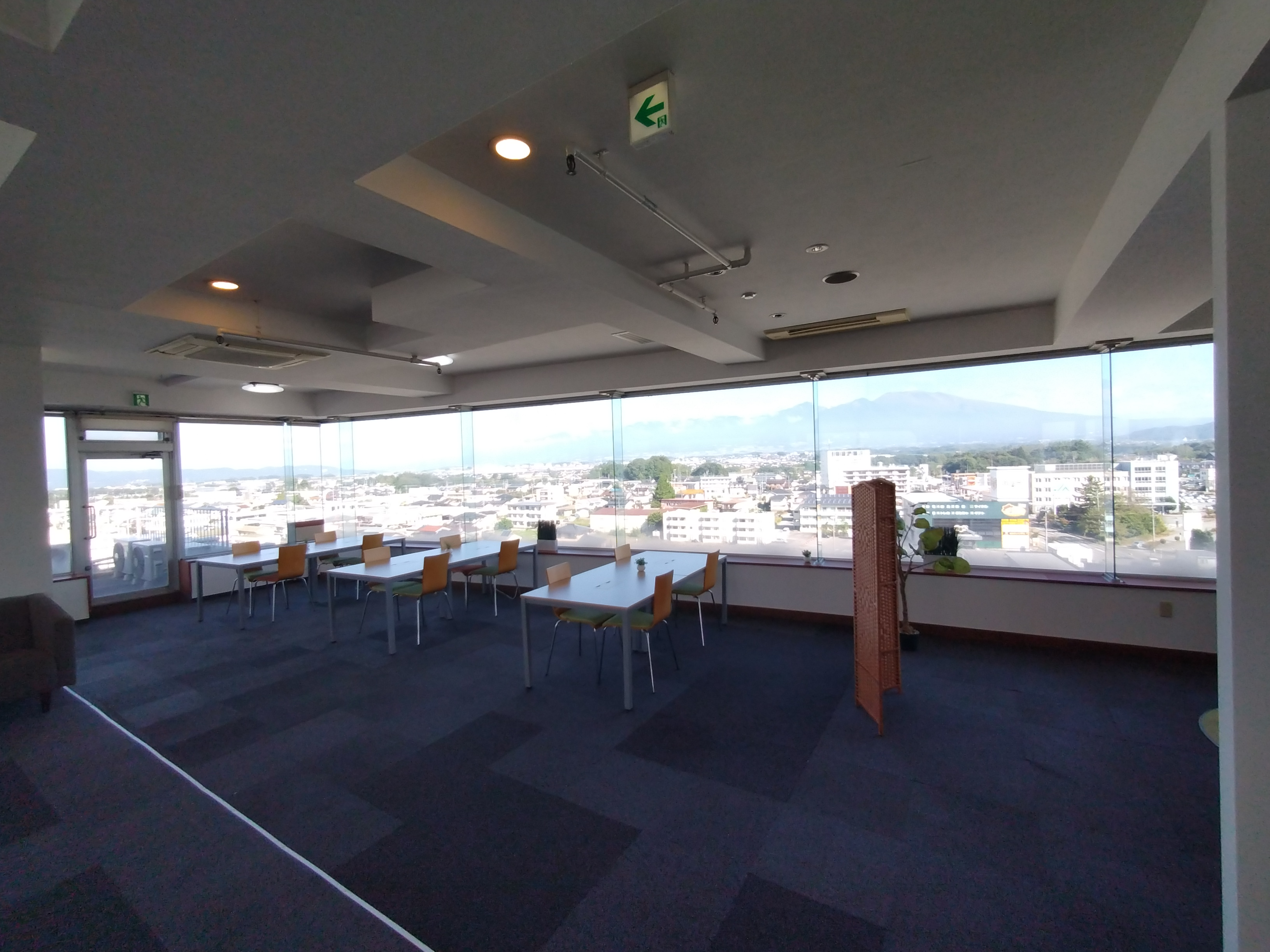
10階のコワーキングスペース。北側には浅間山が望める

「ゴールデンセンチュリー」当時は、地上11階・地下1階、客室150室、収容人数350人であった。1階には、安養寺ラーメンをはじめ地元食材を使用した料理を提供する「ラーメン居酒屋ととろ亭」が営業している。2階には会議室。3階には法事などの会食に利用できる個室3部屋と小宴会場2室・中宴会場4室、4階には大宴会場が5室ある。2019年2月まで展望レストランが営業していた10階は、コワーキングスペースに改装された。

## 温泉
露天風呂や洞窟風呂、サウナを備え、日帰り入浴も実施している。
- 泉質 - ナトリウム - 塩化物温泉[8]
- 泉温 - 38.7℃
- pH - 6.7

## 周辺
長野県道138号香坂中込線沿いに位置し、最寄り駅はJR小海線北中込駅である。県道沿いに南下すると佐久市役所、小海線を挟んだ西側にはJA長野厚生連佐久医療センターがある。駒場公園内の佐久市立近代美術館や佐久創造館などの文化施設、長野県立武道館や佐久市総合体育館などのスポーツ施設も近隣に所在する。ブリーズベイホテルグループの佐久グランドホテルは、小海線で2駅小淵沢駅寄りの中込駅が最寄りとなる。